# 貝雷斯托韋 (巴甫利夫斯凱市鎮)
48°1′15″N 35°33′43″E / 48.02083°N 35.56194°E
貝雷斯托韋（羅馬化：Berestove）是位於烏克蘭東南部的村莊，由扎波羅熱州扎波羅熱区的巴甫利夫斯凱市鎮負責管轄。該村距離塞梅嫩科韋和新烏克蘭卡1公里，始建於1770年，面積0.53平方公里。